# Besitz (Mecklenburg)
Besitz (mit Betonung auf der ersten Silbe, [ˈbeːzɪt͡s]) ist eine Gemeinde im Landkreis Ludwigslust-Parchim in Mecklenburg-Vorpommern (Deutschland). Sie wird vom Amt Boizenburg-Land mit Sitz in der nicht amtsangehörigen Stadt Boizenburg/Elbe verwaltet.
Das Gemeindegebiet gliedert sich in die Ortsteile Besitz und Blücher.

## Geografie
Die Gemeinde befindet sich im Westen Mecklenburg-Vorpommerns. Durch das Gemeindegebiet fließen die Sude und die Schaale. Die Bundesstraße 5 und die Bahnstrecke Hamburg–Berlin verlaufen etwa vier Kilometer nördlich von Besitz. Der nächste Bahnhof befindet sich in der Nachbargemeinde Brahlstorf.
Umgeben wird Besitz von den Nachbargemeinden Tessin b. Boizenburg im Norden, Dersenow im Nordosten, Amt Neuhaus im Südosten, Teldau im Südwesten und Westen sowie Neu Gülze im Nordwesten.

## Geschichte
Besitz wurde erstmals 1376 urkundlich erwähnt. Der Name leitet sich vom altslawischen brŭtĭ für Bienenstock ab und bedeutet so viel wie Bienenstockort.
Funde, unter anderem aus der Jungsteinzeit und Bronzezeit, belegen eine weitaus frühere Besiedlung der Gemarkung. Zwischen dem Burgsee und dem Fluss Sude entstand in der Slawenzeit die nicht erhaltene Burganlage Nedderborg, von der bis heute ein Flurname kündet. Um 1500 gab es im Dorf zirka 17 Hufen und acht Katen, von denen einer ein Krug und einer eine Schmiede war. 1496 lebten 115 Einwohner in Besitz. Zu leiden hatte der Ort unter dem Dreißigjährigen Krieg, welcher etwa 20 Prozent Bevölkerungsverlust und Wüstungen mit sich brachte.
Aus Überlieferungen geht hervor, dass die Bewohner von jeher mit dem Hochwasser zu kämpfen hatten. Erste Regulierungen an der Sude im Rückstaugebiet der Elbe, welche Hochwassergefahren mindern sollten, erfolgten um 1830.
Blücher ist ein ehemaliges Gutsdorf und wurde mit dem Namen Bluggere 1230 im Ratzeburger Zehntregister erstmals urkundlich erwähnt. Das Gut gilt als Stammsitz der Adelsfamilie von Blücher. Die Gutsanlage geht auf eine alte Burg zurück (12./13. Jhd.), der Festungsgraben ist heute noch vorhanden. Das barocke Gutshaus ist aus Baumaterial des ab 1690 abgebrochenen Renaissanceschlosses Neuhaus/Elbe 1703 erbaut worden. 1702 hatte es der kurhannoversche Major Victor von Zülow von der Familie von Dehn erworben. Über dem Portal befindet sich das Allianzwappen Zülows und seiner Gemahlin Dorothea, geb. von Delwig.
Die neugotische Dorfkirche Blücher stammt von 1876 als Nachfolgebau einer alten Kirche.

## Politik

### Gemeindevertretung und Bürgermeister
Der Gemeinderat in Besitz besteht aus sechs Ratsmitgliedern, die bei der Kommunalwahl am 9. Juni 2024 in einer Verhältniswahl gewählt wurden, und dem ehrenamtlichen Bürgermeister als Vorsitzendem.
| Partei / Bewerber         | % 2024 | Sitze 2024 | % 2019 | Sitze 2019 |
| ------------------------- | ------ | ---------- | ------ | ---------- |
| Wählergruppe „Bürgernähe“ | 60,81  | 4          | 70,33  | 4          |
| SPD                       | 36,62  | 2          | 29,67  | 2          |
| Einzelbewerber            | 2,58   | 0          | 0      | 0          |
| Gesamt                    | 100 %  | 6          | 100 %  | 6          |
| Wahlbeteiligung           | 82,4 % | 82,4 %     | 73,6 % | 73,6 %     |

Toralf Pfohl (SPD) wurde am 1. August 2024 erneut Bürgermeister der Gemeinde, nachdem er dieses Amt bereits von 2014 bis 2019 ausgeübt hatte. Bei der Direktwahl am 9. Juni 2024 hatte er sich mit einem Stimmenanteil von 62,08 % gegen die Amtsinhaberin durchgesetzt.
Von 2019 bis 2024 hatte Sylke Bechump (WGB) das Amt inne, nachdem sie bei der Direktwahl am 26. Mai 2019 als einzige Bewerberin mit 75,00 % der Stimmen gewählt worden war. Weitere frühere Bürgermeister waren Detlef Timm (Amtszeit: 1993 bis 2014) sowie Walter Jammer (1993 bis 1994).

### Dienstsiegel
Die Gemeinde verfügt über kein amtlich genehmigtes Hoheitszeichen, weder Wappen noch Flagge. Als Dienstsiegel wird das kleine Landessiegel mit dem Wappenbild des Landesteils Mecklenburg geführt. Es zeigt einen hersehenden Stierkopf mit abgerissenem Halsfell und Krone und der Umschrift „GEMEINDE BESITZ • LANDKREIS LUDWIGSLUST-PARCHIM“.

## Sehenswürdigkeiten
- Neugotische Dorfkirche von 1876 in Blücher als Nachfolgebau einer alten Kirche; Altaraufsatz aus der Spätrenaissance in der Sakristei.
- Barockes Gutshaus in Blücher von 1703 mit Mittelrisalit und Walmdach nach Plänen von Johann Caspar Borchmann für Major Victor von Zülow; klassizistischer Umbau von 1824. Das Gut war im Mittelalter der namensgebende Stammsitz der Familie von Blücher.

→ Siehe auch Liste der Baudenkmale in Besitz (Mecklenburg)

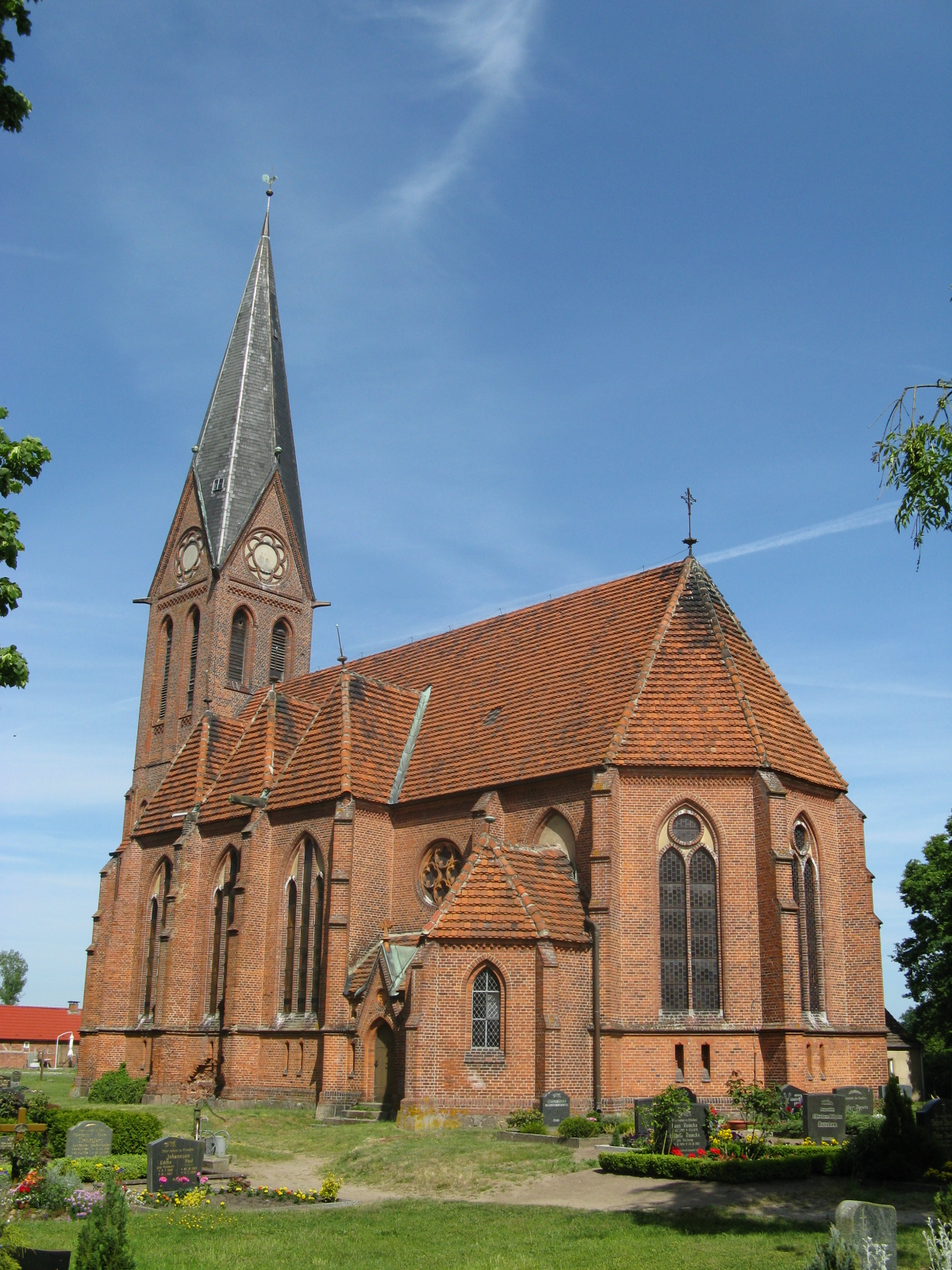
Dorfkirche Blücher
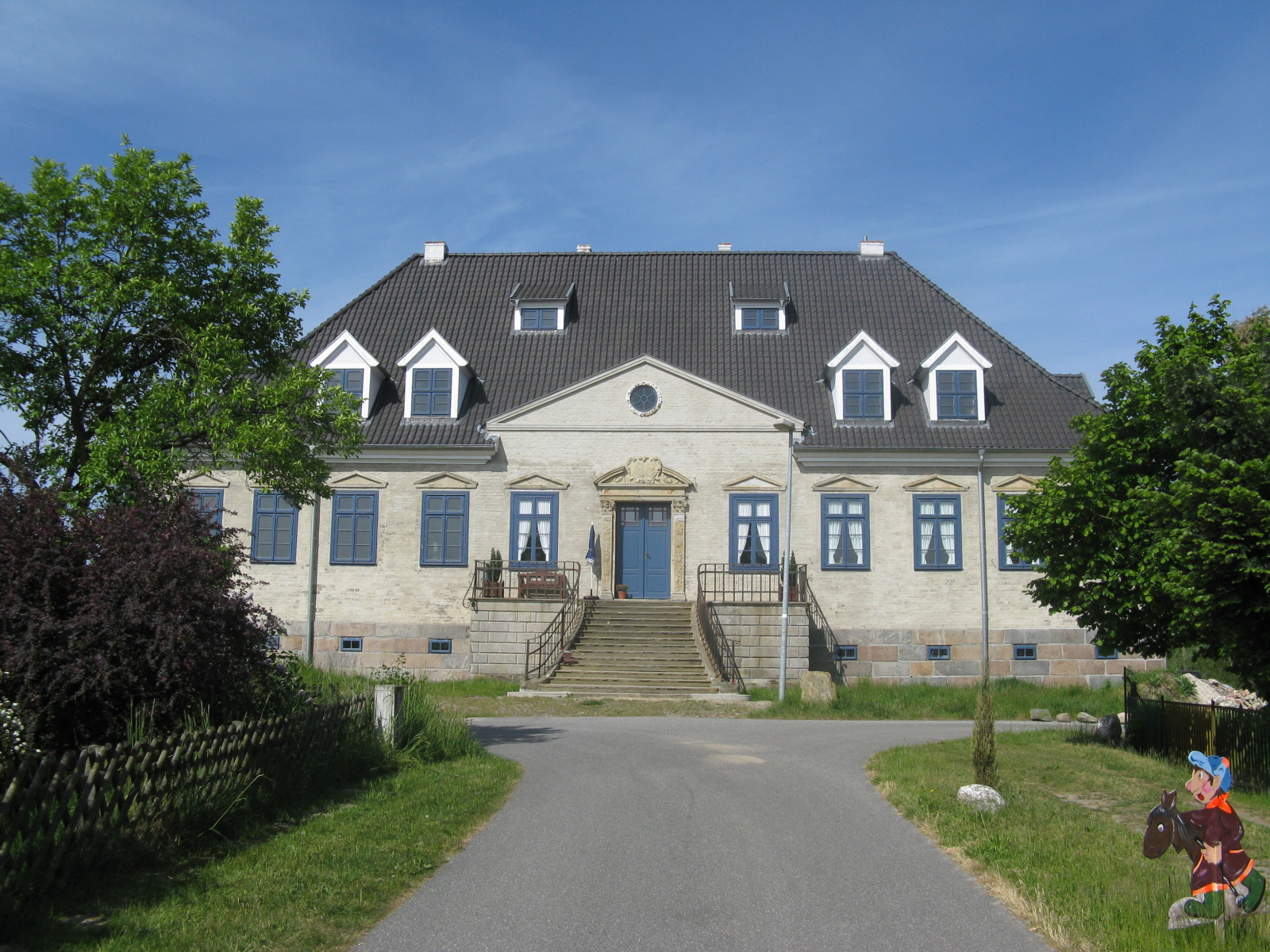
Gutshaus in Blücher
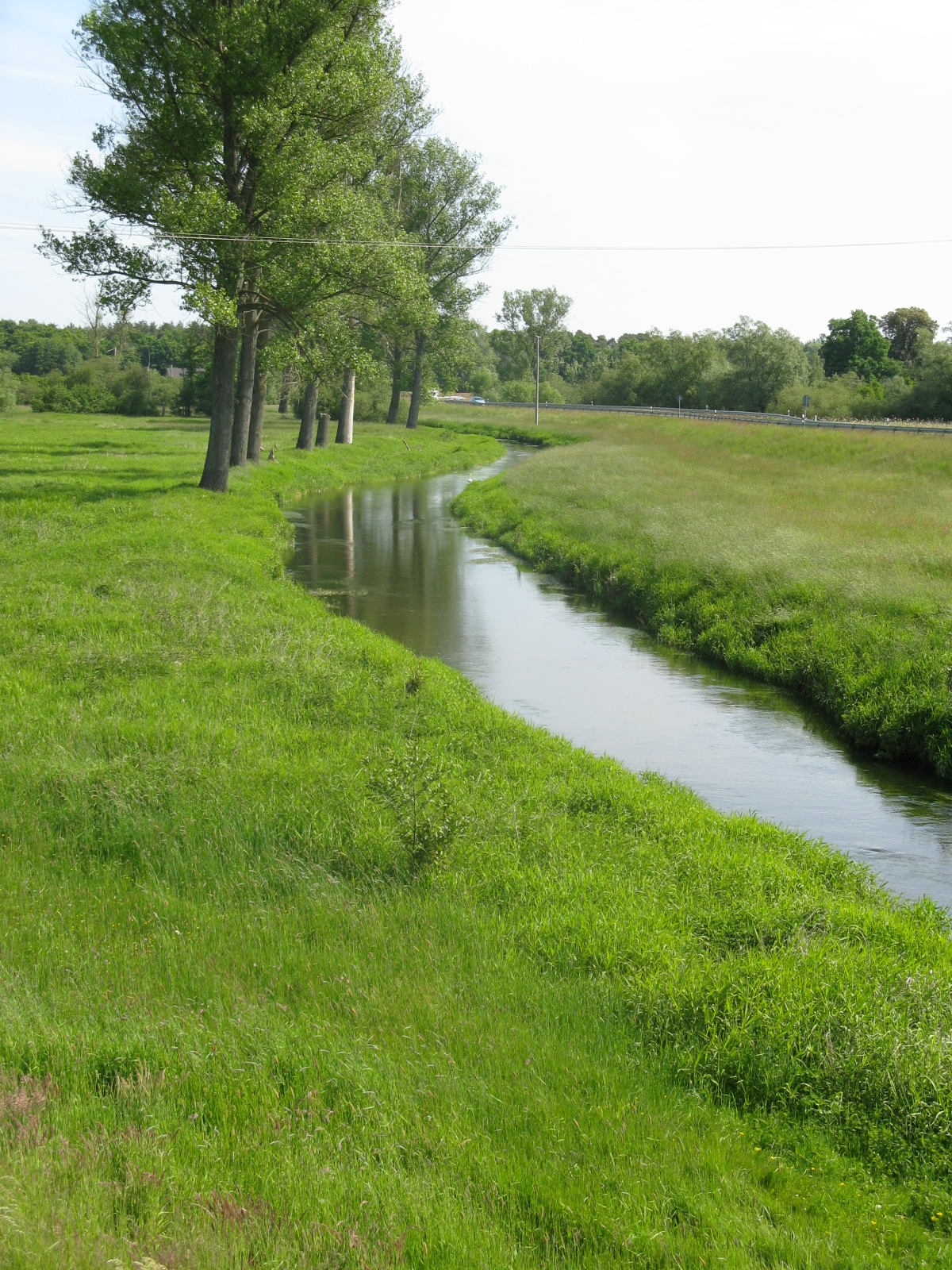
Die Schaale bei Blücher